# Giro di Romandia 2010
Il Giro di Romandia 2010, sessantaquattresima edizione della corsa, valevole come tredicesima prova del calendario mondiale UCI 2010, si svolse in cinque tappe dal 27 aprile al 2 maggio 2010 precedute da un cronoprologo, per un percorso totale di 654,8 km, con partenza da Porrentruy e arrivo a Sion. La vittoria fu attribuita allo slovacco Simon Špilak in seguito alla squalifica dello spagnolo Alejandro Valverde della Caisse d'Epargne.

## Tappe
| Tappa  | Data      | Percorso                             | km    | Vincitore di tappa            | Leader cl. generale             |
| ------ | --------- | ------------------------------------ | ----- | ----------------------------- | ------------------------------- |
| Prol.  | 27 aprile | Porrentruy (Cron. individuale)       | 4,3   | Marco Pinotti                 | Marco Pinotti                   |
| 1ª     | 28 aprile | Porrentruy > Fleurier                | 175,6 | Peter Sagan                   | Peter Sagan                     |
| 2ª     | 29 aprile | Friburgo > Friburgo                  | 171,8 | Mark Cavendish                | Peter Sagan                     |
| 3ª     | 30 aprile | Moudon > Moudon (Cron. individuale)  | 23,4  | Richie Porte                  | Michael Rogers                  |
| 4ª     | 1º maggio | Vevey > Châtel-Val d'Abondance (FRA) | 157,9 | Simon Špilak                  | Michael Rogers                  |
| 5ª     | 2 maggio  | Sion > Sion                          | 121,8 | Alejandro Valverde Igor Antón | Alejandro Valverde Simon Špilak |
| Totale | Totale    | Totale                               | 654,8 |                               |                                 |

## Squadre e corridori partecipanti
Essendo inserita tra le gare dell'UCI ProTour, tutte le squadre con licenza "UCI ProTeam" devono automaticamente parteciparvi. In aggiunta alle diciotto squadre iscritte d'ufficio per il loro status di "ProTeams" sono state iscritte altre due squadre appartenenti alla fascia degli "UCI Professional Continental Team", ovvero la statunitense BMC Racing Team e la squadra svizzera Cervélo TestTeam.
| N.    | Cod. | Squadra            |
| ----- | ---- | ------------------ |
| 1-8   | LIQ  | Liquigas-Doimo     |
| 11-18 | GCE  | Caisse d'Epargne   |
| 21-28 | KAT  | Team Katusha       |
| 31-38 | OLO  | Omega Pharma-Lotto |
| 41-48 | SAX  | Team Saxo Bank     |
| 51-58 | THR  | Team HTC-Columbia  |
| 61-68 | AST  | Astana Team        |
| 71-78 | QST  | Quick Step         |
| 81-88 | GRM  | Garmin-Transitions |
| 91-98 | RAB  | Rabobank           |

| N.      | Cod. | Squadra             |
| ------- | ---- | ------------------- |
| 101-108 | SKY  | Team Sky            |
| 111-118 | EUS  | Euskaltel-Euskadi   |
| 121-128 | RSH  | Team RadioShack     |
| 131-138 | LAM  | Lampre-Farnese Vini |
| 141-148 | MRM  | Team Milram         |
| 151-158 | ALM  | AG2R La Mondiale    |
| 161-168 | FDJ  | Française des Jeux  |
| 171-178 | FOT  | Footon-Servetto     |
| 181-188 | CTT  | Cervélo TestTeam    |
| 191-198 | BMC  | BMC Racing Team     |

## Dettagli delle tappe

### Prologo
- 27 aprile: Porrentruy – Cronometro individuale – 4,3 km

Risultati
| Pos. | Corridore     | Squadra        | Tempo |
| ---- | ------------- | -------------- | ----- |
| 1    | Marco Pinotti | HTC-Columbia   | 5'17" |
| 2    | Peter Sagan   | Liquigas-Doimo | a 1"  |
| 3    | Jérémy Roy    | F. des Jeux    | a 4"  |

| Pos. | Corridore     | Squadra        | Tempo |
| ---- | ------------- | -------------- | ----- |
| 1    | Marco Pinotti | HTC-Columbia   | 5'17" |
| 2    | Peter Sagan   | Liquigas-Doimo | a 1"  |
| 3    | Jérémy Roy    | F. des Jeux    | a 4"  |

### 1ª tappa
- 28 aprile: Porrentruy > Fleurier – 175,6 km

Risultati
| Pos. | Corridore         | Squadra        | Tempo    |
| ---- | ----------------- | -------------- | -------- |
| 1    | Peter Sagan       | Liquigas-Doimo | 4h50'21" |
| 2    | Francesco Gavazzi | Lampre         | s.t.     |
| 3    | Nicolas Roche     | AG2R La Mon.   | s.t.     |

| Pos. | Corridore     | Squadra        | Tempo    |
| ---- | ------------- | -------------- | -------- |
| 1    | Peter Sagan   | Liquigas-Doimo | 4h55'29" |
| 2    | Marco Pinotti | HTC-Columbia   | a 9"     |
| 3    | Jérémy Roy    | F. des Jeux    | a 12"    |

### 2ª tappa
- 29 aprile: Friburgo > Friburgo – 171,8 km

Risultati
| Pos. | Corridore      | Squadra      | Tempo    |
| ---- | -------------- | ------------ | -------- |
| 1    | Mark Cavendish | HTC-Columbia | 4h28'59" |
| 2    | Danilo Hondo   | Lampre       | s.t.     |
| 3    | Robert Hunter  | Garmin       | s.t.     |

| Pos. | Corridore     | Squadra        | Tempo    |
| ---- | ------------- | -------------- | -------- |
| 1    | Peter Sagan   | Liquigas-Doimo | 9h24'28" |
| 2    | Marco Pinotti | HTC-Columbia   | a 9"     |
| 3    | Jérémy Roy    | F. des Jeux    | s.t.     |

### 3ª tappa
- 30 aprile: Moudon > Moudon – Cronometro individuale – 23,4 km

Risultati
| Pos. | Corridore          | Squadra      | Tempo  |
| ---- | ------------------ | ------------ | ------ |
| 1    | Richie Porte       | Saxo Bank    | 30'54" |
| SQ   | Alejandro Valverde | C. d'Epargne | a 26"  |
| 2    | Vladimir Karpec    | Team Katusha | a 27"  |

| Pos. | Corridore          | Squadra      | Tempo    |
| ---- | ------------------ | ------------ | -------- |
| 1    | Michael Rogers     | HTC-Columbia | 9h56'03" |
| SQ   | Alejandro Valverde | C. d'Epargne | a 2"     |
| 2    | Vladimir Karpec    | Team Katusha | a 5"     |

### 4ª tappa
- 1º maggio: Vevey > Châtel-Val d'Abondance (FRA) – 157,9 km

Risultati
| Pos. | Corridore        | Squadra        | Tempo    |
| ---- | ---------------- | -------------- | -------- |
| 1    | Simon Špilak     | Lampre         | 4h03'25" |
| 2    | Peter Sagan      | Liquigas-Doimo | a 13"    |
| 3    | Philippe Gilbert | Omega Pharma   | s.t.     |

| Pos. | Corridore          | Squadra      | Tempo     |
| ---- | ------------------ | ------------ | --------- |
| 1    | Michael Rogers     | HTC-Columbia | 14h01'48" |
| SQ   | Alejandro Valverde | C. d'Epargne | a 1"      |
| 2    | Simon Špilak       | Lampre       | a 5"      |

### 5ª tappa
- 2 maggio: Sion > Sion – 121,8 km

Risultati
| Pos. | Corridore          | Squadra      | Tempo    |
| ---- | ------------------ | ------------ | -------- |
| SQ   | Alejandro Valverde | C. d'Epargne | 3h36'19" |
| 1    | Igor Antón         | Euskaltel    | 3h36'19" |
| 2    | Simon Špilak       | Lampre       | s.t.     |

| Pos. | Corridore          | Squadra      | Tempo     |
| ---- | ------------------ | ------------ | --------- |
| SQ   | Alejandro Valverde | C. d'Epargne | 17.37'55" |
| 1    | Simon Špilak       | Lampre       | 17h38'06" |
| 2    | Denis Men'šov      | Rabobank     | a 21"     |

## Evoluzione delle classifiche
| Tappa              | Vincitore                     | Classifica generale Maglia gialla | Classifica sprint Maglia verde | Classifica scalatori Maglia rosa | Classifica giovani Maglia bianca | Classifica squadre |
| ------------------ | ----------------------------- | --------------------------------- | ------------------------------ | -------------------------------- | -------------------------------- | ------------------ |
| Prol.              | Marco Pinotti                 | Marco Pinotti                     | non assegnata                  | non assegnata                    | Peter Sagan                      | Team HTC-Columbia  |
| 1ª                 | Peter Sagan                   | Peter Sagan                       | Chad Beyer                     | Thibaut Pinot                    | Peter Sagan                      | Team HTC-Columbia  |
| 2ª                 | Mark Cavendish                | Peter Sagan                       | Chad Beyer                     | Thibaut Pinot                    | Peter Sagan                      | Team HTC-Columbia  |
| 3ª                 | Richie Porte                  | Michael Rogers                    | Chad Beyer                     | Thibaut Pinot                    | Artëm Ovečkin                    | Team Katusha       |
| 4ª                 | Simon Špilak                  | Michael Rogers                    | Chad Beyer                     | Thibaut Pinot                    | Simon Špilak                     | Caisse d'Epargne   |
| 5ª                 | Alejandro Valverde Igor Antón | Alejandro Valverde Simon Špilak   | Chad Beyer                     | Thibaut Pinot                    | Simon Špilak                     | Team RadioShack    |
| Classifiche finali | Classifiche finali            | Simon Špilak                      | Chad Beyer                     | Thibaut Pinot                    | Simon Špilak                     | Team RadioShack    |

## Classifiche finali

### Classifica generale - Maglia gialla
| Pos. | Corridore          | Squadra      | Tempo     |
| ---- | ------------------ | ------------ | --------- |
| SQ   | Alejandro Valverde | C. d'Epargne | 17h37'55" |
| 1    | Simon Špilak       | Lampre       | 17h38'06" |
| 2    | Denis Men'šov      | Rabobank     | a 21"     |
| 3    | Michael Rogers     | HTC-Columbia | a 35"     |
| 4    | Vladimir Karpec    | Team Katusha | a 42"     |
| 5    | Janez Brajkovič    | RadioShack   | a 52"     |
| 6    | Tiago Machado      | RadioShack   | a 1'16"   |
| 7    | Marco Pinotti      | HTC-Columbia | a 1'27"   |
| 8    | Marcel Wyss        | Cervélo      | a 1'28"   |
| 9    | Igor Antón         | Euskaltel    | a 1'34"   |

### Classifica sprint - Maglia verde
| Pos. | Corridore          | Squadra      | Punti |
| ---- | ------------------ | ------------ | ----- |
| 1    | Chad Beyer         | BMC          | 18    |
| SQ   | Alejandro Valverde | C. d'Epargne | 12    |
| 2    | Jérémy Roy         | F. des Jeux  | 6     |
| 3    | Aleksandr Efimkin  | AG2R La Mon. | 6     |
| 4    | Juan José Oroz     | Euskaltel    | 6     |

### Classifica scalatori - Maglia rosa
| Pos. | Corridore       | Squadra     | Punti |
| ---- | --------------- | ----------- | ----- |
| 1    | Thibaut Pinot   | F. des Jeux | 54    |
| 2    | Chad Beyer      | BMC         | 24    |
| 3    | Denis Men'šov   | Rabobank    | 18    |
| 4    | Alan Pérez      | Euskaltel   | 16    |
| 5    | Sérgio Paulinho | RadioShack  | 14    |

### Classifica giovani - Maglia bianca
| Pos. | Corridore     | Squadra        | Tempo     |
| ---- | ------------- | -------------- | --------- |
| 1    | Simon Špilak  | Lampre         | 17h38'06" |
| 2    | Marcel Wyss   | Cervélo        | a 1'17"   |
| 3    | Peter Sagan   | Liquigas-Doimo | a 2'21"   |
| 4    | Eros Capecchi | Footon         | a 3'09"   |
| 5    | Fabio Felline | Footon         | a 7'57"   |

### Classifica squadre
| Pos. | Squadra            | Tempo     |
| ---- | ------------------ | --------- |
| 1    | Team RadioShack    | 52h58'59" |
| 2    | Caisse d'Epargne   | a 26"     |
| 3    | Française des Jeux | a 3'34"   |
| 4    | Rabobank           | a 9'21"   |
| 5    | AG2R La Mondiale   | a 10'59"  |

## Punteggi UCI
| Pos. | Corridore             | Squadra        | Punti |
| ---- | --------------------- | -------------- | ----- |
| 1    | Simon Špilak          | Lampre         | 108   |
| 2    | Denis Men'šov         | Rabobank       | 82    |
| 3    | Michael Rogers        | HTC-Columbia   | 72    |
| 4    | Vladimir Karpec       | Team Katusha   | 62    |
| 5    | Janez Brajkovič       | RadioShack     | 50    |
| 6    | Tiago Machado         | RadioShack     | 41    |
| 7    | Marco Pinotti         | HTC-Columbia   | 36    |
| 8    | Marcel Wyss           | Cervélo        | 20    |
| 9    | Igor Antón            | Euskaltel      | 16    |
| 10   | Peter Sagan           | Liquigas-Doimo | 15    |
| 11   | Richie Porte          | Saxo Bank      | 10    |
| 12   | Mark Cavendish        | HTC-Columbia   | 6     |
| 13   | Francesco Gavazzi     | Lampre         | 4     |
| 14   | Danilo Hondo          | Lampre         | 4     |
| 15   | Philippe Gilbert      | Omega Pharma   | 2     |
| 16   | Robert Hunter         | Garmin         | 2     |
| 17   | Nicolas Roche         | AG2R La Mon.   | 2     |
| 18   | Jérémy Roy            | F. des Jeux    | 2     |
| 19   | Hubert Dupont         | AG2R La Mon.   | 1     |
| 20   | Fabio Felline         | Footon         | 1     |
| 21   | Rick Flens            | Rabobank       | 1     |
| 22   | Lucas Sebastián Haedo | Saxo Bank      | 1     |
| 23   | Maksim Iglinskij      | Astana Team    | 1     |

| Pos. | Squadra             | Punti |
| ---- | ------------------- | ----- |
| 1    | Lampre-Farnese Vini | 116   |
| 2    | Team HTC-Columbia   | 114   |
| 3    | Team RadioShack     | 91    |
| 4    | Rabobank            | 83    |
| 6    | Team Katusha        | 62    |
| 7    | Cervélo TestTeam    | 20    |
| 8    | Euskaltel-Euskadi   | 16    |
| 9    | Liquigas-Doimo      | 15    |
| 10   | Team Saxo Bank      | 11    |
| 11   | AG2R La Mondiale    | 3     |
| 12   | FDJ                 | 2     |
| 13   | Garmin-Transitions  | 2     |
| 14   | Omega Pharma-Lotto  | 2     |
| 15   | Astana              | 1     |
| 16   | Footon-Servetto     | 1     |

| Pos. | Nazione     | Punti |
| ---- | ----------- | ----- |
| 1    | Slovenia    | 158   |
| 2    | Russia      | 144   |
| 3    | Australia   | 82    |
| 4    | Italia      | 41    |
| 5    | Portogallo  | 41    |
| 6    | Svizzera    | 20    |
| 7    | Spagna      | 16    |
| 8    | Slovacchia  | 15    |
| 10   | Regno Unito | 6     |
| 11   | Germania    | 4     |
| 12   | Francia     | 3     |
| 13   | Belgio      | 2     |
| 14   | Irlanda     | 2     |
| 15   | Sudafrica   | 2     |
| 16   | Argentina   | 1     |
| 17   | Kazakistan  | 1     |
| 18   | Paesi Bassi | 1     |